# A Zalaegerszegi TE FC 2005–2006-os szezonja
A Zalaegerszegi TE FC 2005–2006-os szezonja szócikk a Zalaegerszegi TE FC első számú férfi labdarúgócsapatának egy szezonjáról szól.

## Mérkőzések
| Színmagyarázat | Színmagyarázat |
| -------------- | -------------- |
|                | Győzelem.      |
|                | Döntetlen.     |
|                | Vereség.       |

### Borsodi Liga 2005–06

#### Őszi fordulók
| 1. forduló 2005. július 30. 19:00 |

| Debreceni VSC                       | 2 – 1   | Zalaegerszegi TE                                  |
| ----------------------------------- | ------- | ------------------------------------------------- |
| Sidibe 4' Bogdanović 76' Vukmir 72' | (1 – 0) | Montvai 78' Kriston 61' Sebők V. 69' Kocsárdi 82' |

| Oláh Gábor utcai stadion, Debrecen Nézőszám: 8 000 Játékvezető: Saskőy Szabolcs (magyar) |

| 2. forduló 2005. augusztus 6. 19:00 |

| Zalaegerszegi TE                                              | 3 – 0   | FC Tatabánya                    |
| ------------------------------------------------------------- | ------- | ------------------------------- |
| Sebők V. 19' (11-esből) 60' (11-esből) Józsi 69' Spalević 45′ | (1 – 0) | Kerényi 22' Filó 60′ Márkus 74' |

| ZTE Aréna, Zalaegerszeg Nézőszám: 4 000 Játékvezető: Erdős József (magyar) |

| 3. forduló 2005. augusztus 20. 19:00 |

| FC Sopron                        | 0 – 1   | Zalaegerszegi TE                      |
| -------------------------------- | ------- | ------------------------------------- |
| Costisor 8' Demjén 28' Lazić 54' | (0 – 0) | Kocsárdi 47' 43' Józsi 32' László 76' |

| Káposztás utcai Stadion, Sopron Nézőszám: 2 700 Játékvezető: Bede Ferenc (magyar) |

| 4. forduló 2005. augusztus 27. 19:00 |

| Zalaegerszegi TE                     | 3 – 2   | Ferencváros                                              |
| ------------------------------------ | ------- | -------------------------------------------------------- |
| Csóka 7' Koplárovics 14' Kriston 24' | (3 – 1) | Lipcsei 10' Budovinszky 77' 65' Jovánczai 34' Csurka 47' |

| ZTE Aréna, Zalaegerszeg Nézőszám: 6 000 Játékvezető: Solymosi Péter (magyar) |

| 5. forduló 2005. szeptember 17. 19:00 |

| Budapest Honvéd                                                    | 4 – 0   | Zalaegerszegi TE |
| ------------------------------------------------------------------ | ------- | ---------------- |
| Dancs 44' Lobo 66' Takács 69' André Alves 88' (11-esből) Kovács 3' | (1 – 0) | Bojović 5'       |

| Bozsik József Stadion, Budapest Nézőszám: 2 500 Játékvezető: Megyebíró János (magyar) |

| 6. forduló 2005. szeptember 24. 19:00 |

| Zalaegerszegi TE                                                               | 5 – 0   | Lombard Pápa                                          |
| ------------------------------------------------------------------------------ | ------- | ----------------------------------------------------- |
| Sebők V. 19' (11-esből) 69' (11-esből) Sabo 47' Montvai 56' Spasojević 84' 85' | (1 – 0) | Lipták 19' Kovrig 19' Remili 76' Honma 88' Facskó 90' |

| ZTE Aréna, Zalaegerszeg Nézőszám: 4 500 Játékvezető: Szarka Zoltán (magyar) |

| 7. forduló 2005. október 1. 18:00 |

| FC Fehérvár | 1 – 0   | Zalaegerszegi TE                   |
| ----------- | ------- | ---------------------------------- |
| Kuttor 2'   | (1 – 0) | Bojović 36' Sebők V. 43' Balog 52' |

| Sóstói Stadion, Székesfehérvár Nézőszám: 6 000 Játékvezető: Bede Ferenc (magyar) |

| 8. forduló 2005. október 15. 18:00 |

| Kaposvári Rákóczi                                           | 1 – 1   | Zalaegerszegi TE    |
| ----------------------------------------------------------- | ------- | ------------------- |
| Zahorecz 50' (11-esből) 70' Bank 10' Petrók 33' Zsolnai 64' | (0 – 0) | Sabo 55' László 75' |

| Rákóczi Stadion, Kaposvár Nézőszám: 2 500 Játékvezető: Vad II. István (magyar) |

| 9. forduló 2005. október 23. 11:30 |

| Zalaegerszegi TE                                                          | 3 – 4   | MTK Budapest                                                     |
| ------------------------------------------------------------------------- | ------- | ---------------------------------------------------------------- |
| László 33' Sabo 65' Sebők V. 90+2' (11-esből) 48' Kocsárdi 5' Montvai 49' | (1 – 2) | Hrepka 5' 66' Czvitkovics 38' Bori 84' Pollák 2' Rodenbücher 75' |

| ZTE Aréna, Zalaegerszeg Nézőszám: 4 000 Játékvezető: Kassai Viktor (magyar) |

| 10. forduló 2005. október 29. 18:00 |

| Győri ETO                                    | 2 – 1   | Zalaegerszegi TE                  |
| -------------------------------------------- | ------- | --------------------------------- |
| Kenesei 38' Priskin 82' Stark 4' Horváth 33' | (1 – 0) | Djorovič 88' Balog 26' Kozmer 37' |

| ETO Park, Győr Nézőszám: 1 500 Játékvezető: Saskőy Szabolcs (magyar) |

| 11. forduló 2005. november 6. 11:30 |

| Zalaegerszegi TE        | 1 – 3   | Újpest                                            |
| ----------------------- | ------- | ------------------------------------------------- |
| Sebők V. 59' (11-esből) | (0 – 1) | Rajczi 21' Sebők V. 64' (öngól) Csóka 74' (öngól) |

| ZTE Aréna, Zalaegerszeg Nézőszám: 3 000 Játékvezető: Arany Tamás (magyar) |

| 12. forduló 2005. november 19. 17:00 |

| Diósgyőr                                                           | 3 – 0   | Zalaegerszegi TE                            |
| ------------------------------------------------------------------ | ------- | ------------------------------------------- |
| Horváth 35' (11-esből) Vitelki 70' Sipeki 85' Pintér 4' Katona 82' | (1 – 0) | Spalević 14' Kriston 35' Kaj 52' Kozmer 73' |

| DVTK-stadion, Miskolc Nézőszám: 5 000 Játékvezető: Szabó Zsolt (magyar) |

| 13. forduló 2005. november 26. 17:00 |

| Zalaegerszegi TE                                | 3 – 0   | Vasas                 |
| ----------------------------------------------- | ------- | --------------------- |
| Montvai 14' Kriston 16' Sebők V. 75' (11-esből) | (2 – 0) | Salamon 76' Lázok 87' |

| ZTE Aréna, Zalaegerszeg Nézőszám: 2 200 Játékvezető: Erdős József (magyar) |

| 14. forduló 2005. december 3. 13:00 |

| Rákospalotai EAC    | 2 – 1   | Zalaegerszegi TE        |
| ------------------- | ------- | ----------------------- |
| Torma 31' Cseri 43' | (2 – 1) | Montvai 29' Bojović 73' |

| Budai II László Stadion, Budapest Nézőszám: 800 Játékvezető: Arany Tamás (magyar) |

| 15. forduló 2005. december 10. 15:00 |

| Zalaegerszegi TE   | 1 – 4   | Pécsi MFC                                        |
| ------------------ | ------- | ------------------------------------------------ |
| Sabo 48' Csóka 65' | (0 – 1) | Szabados 36' Balaskó 58' Szekeres 67' Kalina 81' |

| ZTE Aréna, Zalaegerszeg Nézőszám: 2 500 Játékvezető: Saskőy Szabolcs (magyar) |

#### Tavaszi fordulók
| 16. forduló 2006. február 24. 19:00 |

| Zalaegerszegi TE           | 2 – 0   | Debreceni VSC           |
| -------------------------- | ------- | ----------------------- |
| Kónya 26' Sebők J. 82' 90' | (1 – 0) | Nikolov 86' Komlósi 90' |

| ZTE Aréna, Zalaegerszeg Nézőszám: 2 500 Játékvezető: Arany Tamás (magyar) |

| 17. forduló 2006. március 4. 14:30 |

| FC Tatabánya | 0 – 1   | Zalaegerszegi TE |
| ------------ | ------- | ---------------- |
|              | (0 – 0) | Nagy 78'         |

| Városi Stadion, Tatabánya Nézőszám: 2 500 Játékvezető: Hanacsek Attila (magyar) |

| 18. forduló 2006. március 11. 15:00 |

| Zalaegerszegi TE                     | 2 – 2   | FC Sopron                                     |
| ------------------------------------ | ------- | --------------------------------------------- |
| Sebők V. 38' 42' Lendvai 87′ Kaj 90' | (2 – 1) | Sira 15' Horváth 66' Silvestri 31' Bagoly 42' |

| ZTE Aréna, Zalaegerszeg Nézőszám: 5 500 Játékvezető: Vad II. István (magyar) |

| 19. forduló 2006. március 17. 19:00 |

| Ferencváros                                        | 2 – 2   | Zalaegerszegi TE                                       |
| -------------------------------------------------- | ------- | ------------------------------------------------------ |
| Jovánczai 16' (11-esből) 63' (11-esből) Balogh 19' | (1 – 1) | Sebők V. 19' (11-esből) Perić 59' Vasas 62' Molnár 66' |

| Üllői úti stadion, Budapest Nézőszám: 4 390 Játékvezető: Fábián Mihály (magyar) |

| 20. forduló 2006. március 25. 17:00 |

| Zalaegerszegi TE | 0 – 0   | Budapest Honvéd     |
| ---------------- | ------- | ------------------- |
| Molnár 74'       | (0 – 0) | Zambo 1' Bozori 77' |

| ZTE Aréna, Zalaegerszeg Nézőszám: 5 000 Játékvezető: Bede Ferenc (magyar) |

| 21. forduló 2006. április 1. 17:00 |

| Lombard Pápa                                            | 2 – 1   | Zalaegerszegi TE                     |
| ------------------------------------------------------- | ------- | ------------------------------------ |
| Mumba 71' Kincses 85' Gaál 40' Brandelli 61' Lipták 73' | (0 – 0) | Sebők J. 77' 81' Perič 36′ Bingo 87' |

| Perutz Stadion, Pápa Nézőszám: 1 500 Játékvezető: Sápi Csaba (magyar) |

| 22. forduló 2006. április 8. 17:00 |

| Zalaegerszegi TE                                            | 1 – 1   | FC Fehérvár                        |
| ----------------------------------------------------------- | ------- | ---------------------------------- |
| Kónya 13' 81' Molnár 42' Józsi 44' Kocsárdi 66' Horváth 85' | (1 – 1) | Alumona 5' Csizmadia 49' Dajić 60' |

| ZTE Aréna, Zalaegerszeg Nézőszám: 5 000 Játékvezető: Solymosi Péter (magyar) |

| 23. forduló 2006. április 15. 18:00 |

| Zalaegerszegi TE       | 0 – 1   | Kaposvári Rákóczi           |
| ---------------------- | ------- | --------------------------- |
| Kocsárdi 53' Csóka 80' | (0 – 0) | Zahorecz 80' (11-esből) 37' |

| ZTE Aréna, Zalaegerszeg Nézőszám: 3 800 Játékvezető: Török Károly (magyar) |

| 24. forduló 2006. április 22. 18:00 |

| MTK Budapest                                                                                  | 6 – 3   | Zalaegerszegi TE                                                                     |
| --------------------------------------------------------------------------------------------- | ------- | ------------------------------------------------------------------------------------ |
| Kanta 2' (11-esből) 16' (11-esből) 37' Czvitkovics 24' 33' Horváth 30' 90' Végh 21' Selei 65' | (6 – 1) | Sebők V. 22' (11-esből) 88' Lambulić 55' (öngól) Kottán 83' Simonfalvi 16' Kónya 35' |

| Hidegkuti Nándor Stadion, Budapest Nézőszám: 1 000 Játékvezető: Fábián Mihály (magyar) |

| 25. forduló 2006. április 29. 18:00 |

| Zalaegerszegi TE                   | 0 – 0   | Győri ETO                                   |
| ---------------------------------- | ------- | ------------------------------------------- |
| Sebők V. 4' Perič 26' Sebők J. 74' | (0 – 0) | Varga 39' Vincze 43' Bajzát 57' Priskin 70′ |

| ZTE Aréna, Zalaegerszeg Nézőszám: 2 000 Játékvezető: Saskőy Szabolcs (magyar) |

| 26. forduló 2006. május 7. 11:30 |

| Újpest                                                                  | 5 – 1   | Zalaegerszegi TE                             |
| ----------------------------------------------------------------------- | ------- | -------------------------------------------- |
| Kovács 24' 74' Rajczi 25' 86' Tóth N. 30' (11-esből) Erős 45' Tisza 59′ | (3 – 0) | Sebők V. 51' (11-esből) 61' Kaj 45' Sági 54' |

| Szusza Ferenc Stadion, Budapest Nézőszám: 4 021 Játékvezető: Megyebíró János (magyar) |

| 27. forduló 2006. május 13. 19:00 |

| Zalaegerszegi TE           | 2 – 0   | Diósgyőr                             |
| -------------------------- | ------- | ------------------------------------ |
| Bogunović 21' Sebők J. 25' | (2 – 0) | Mogyorósi 31' Szögedi 76' Almási 82' |

| ZTE Aréna, Zalaegerszeg Nézőszám: 2 000 Játékvezető: Bognár Tamás (magyar) |

| 28. forduló 2006. május 20. 18:00 |

| Vasas     | 0 – 0   | Zalaegerszegi TE       |
| --------- | ------- | ---------------------- |
| Szabó 88' | (0 – 0) | Sebők J. 17' Vasas 74' |

| Illovszky Rudolf Stadion, Budapest Nézőszám: 1 000 Játékvezető: Andó-Szabó Sándor (magyar) |

| 29. forduló 2006. május 27. 19:00 |

| Zalaegerszegi TE                    | 3 – 0   | Rákospalotai EAC         |
| ----------------------------------- | ------- | ------------------------ |
| Sebők J. 6' Józsi 12' 72' Csóka 43' | (2 – 0) | Kapcsos 18' Földvári 67' |

| ZTE Aréna, Zalaegerszeg Nézőszám: 2 500 Játékvezető: Bede Ferenc (magyar) |

| 30. forduló 2006. június 3. 18:00 |

| Pécsi MFC                                   | 0 – 0   | Zalaegerszegi TE      |
| ------------------------------------------- | ------- | --------------------- |
| Luczek 40' Balaskó 44' Sipos 75' Bajusz 82' | (0 – 0) | Lendvai 53′ Józsi 62' |

| PMFC Stadion, Pécs Nézőszám: 600 Játékvezető: Szilasi Szabolcs (magyar) |

#### Végeredmény
|    | Csapat            | Játszott | Gy | D  | V  | L  | K  | GK  | Pont |
| -- | ----------------- | -------- | -- | -- | -- | -- | -- | --- | ---- |
| 1  | Debreceni VSC     | 30       | 20 | 8  | 2  | 69 | 34 | +35 | 68   |
| 2  | Újpest            | 30       | 20 | 5  | 5  | 74 | 37 | +37 | 65   |
| 3  | FC Fehérvár       | 30       | 19 | 7  | 4  | 52 | 24 | +28 | 64   |
| 4  | MTK Budapest      | 30       | 18 | 6  | 6  | 65 | 33 | +32 | 60   |
| 5  | FC Tatabánya      | 30       | 11 | 8  | 11 | 46 | 45 | +1  | 41   |
| 6  | Ferencváros       | 30       | 10 | 11 | 9  | 43 | 38 | +5  | 41   |
| 7  | Kaposvári Rákóczi | 30       | 10 | 7  | 13 | 35 | 41 | -6  | 37   |
| 8  | Diósgyőr          | 30       | 10 | 7  | 13 | 33 | 44 | -11 | 37   |
| 9  | Győri ETO         | 30       | 9  | 9  | 12 | 47 | 50 | -3  | 36   |
| 10 | FC Sopron         | 30       | 9  | 8  | 13 | 39 | 39 | 0   | 35   |
| 11 | Zalaegerszegi TE  | 30       | 9  | 8  | 13 | 42 | 47 | -5  | 35   |
| 12 | Pécsi MFC         | 30       | 8  | 9  | 13 | 37 | 41 | -4  | 33   |
| 13 | Budapest Honvéd   | 30       | 8  | 9  | 13 | 33 | 52 | -19 | 33   |
| 14 | Rákospalotai EAC  | 30       | 7  | 5  | 18 | 30 | 59 | -29 | 26   |
| 15 | Vasas             | 30       | 5  | 10 | 15 | 32 | 47 | -15 | 25   |
| 16 | Lombard Pápa      | 30       | 5  | 7  | 18 | 30 | 76 | -46 | 22   |

1. ↑  Intertotó-kupa induló

#### Helyezések fordulónként
| Forduló  | 1  | 2  | 3  | 4  | 5 | 6  | 7 | 8 | 9 | 10 | 11 | 12 | 13 | 14 | 15 | 16 | 17 | 18 | 19 | 20 | 21 | 22 | 23 | 24 | 25 | 26 | 27 | 28 | 29 | 30 |
| -------- | -- | -- | -- | -- | - | -- | - | - | - | -- | -- | -- | -- | -- | -- | -- | -- | -- | -- | -- | -- | -- | -- | -- | -- | -- | -- | -- | -- | -- |
| Helyszín | I  | O  | I  | O  | I | O  | I | I | O | I  | O  | I  | O  | I  | O  | O  | I  | O  | I  | O  | I  | O  | O  | I  | O  | I  | O  | I  | O  | I  |
| Eredmény | V  | GY | GY | GY | V | GY | V | D | V | V  | V  | V  | GY | V  | V  | GY | GY | D  | D  | D  | V  | D  | V  | V  | D  | V  | GY | D  | GY | D  |
| Helyezés | 12 | 7  | 5  | 5  | 5 | 5  | 5 | 5 | 7 | 8  | 9  | 10 | 8  | 8  | 11 | 9  | 7  | 8  | 10 | 10 | 10 | 10 | 11 | 12 | 12 | 13 | 12 | 12 | 10 | 11 |

Helyszín: O = Otthon; I = Idegenben. Eredmény: GY = Győzelem; D = Döntetlen; V = Vereség.

#### Eredmények összesítése
Az alábbi táblázatban összesítve szerepelnek a Zalaegerszegi TE FC 2005/06-os bajnokságban elért eredményei.
| Ősz/tavasz (forduló)    | Otthon | Otthon | Otthon | Otthon | Otthon | Otthon | Otthon | Idegenben | Idegenben | Idegenben | Idegenben | Idegenben | Idegenben | Idegenben |
| Ősz/tavasz (forduló)    | M      | GY     | D      | V      | LG–KG  | GK     | P      | M         | GY        | D         | V         | LG–KG     | GK        | P         |
| ----------------------- | ------ | ------ | ------ | ------ | ------ | ------ | ------ | --------- | --------- | --------- | --------- | --------- | --------- | --------- |
| Őszi szezon (1–15.)     | 7      | 4      | 0      | 3      | 19–13  | +6     | 12     | 8         | 1         | 1         | 6         | 5–15      | –10       | 4         |
| Tavaszi szezon (16–30.) | 8      | 3      | 4      | 1      | 10–4   | +6     | 13     | 7         | 1         | 3         | 3         | 8–15      | –7        | 6         |
| Összesen (1–30.)        | 15     | 7      | 4      | 4      | 29–17  | +12    | 25     | 15        | 2         | 4         | 9         | 13–30     | –17       | 10        |

## Külső hivatkozások
- A csapat hivatalos honlapja (magyarul)
- A csapat mérkőzései a transfermarkt.de-n (németül)